# Dvärgkragesläktet
Dvärgkragesläktet (Coleostephus ) är ett släkte av korgblommiga växter. Dvärgkragar ingår i familjen korgblommiga växter.

## Bildgalleri

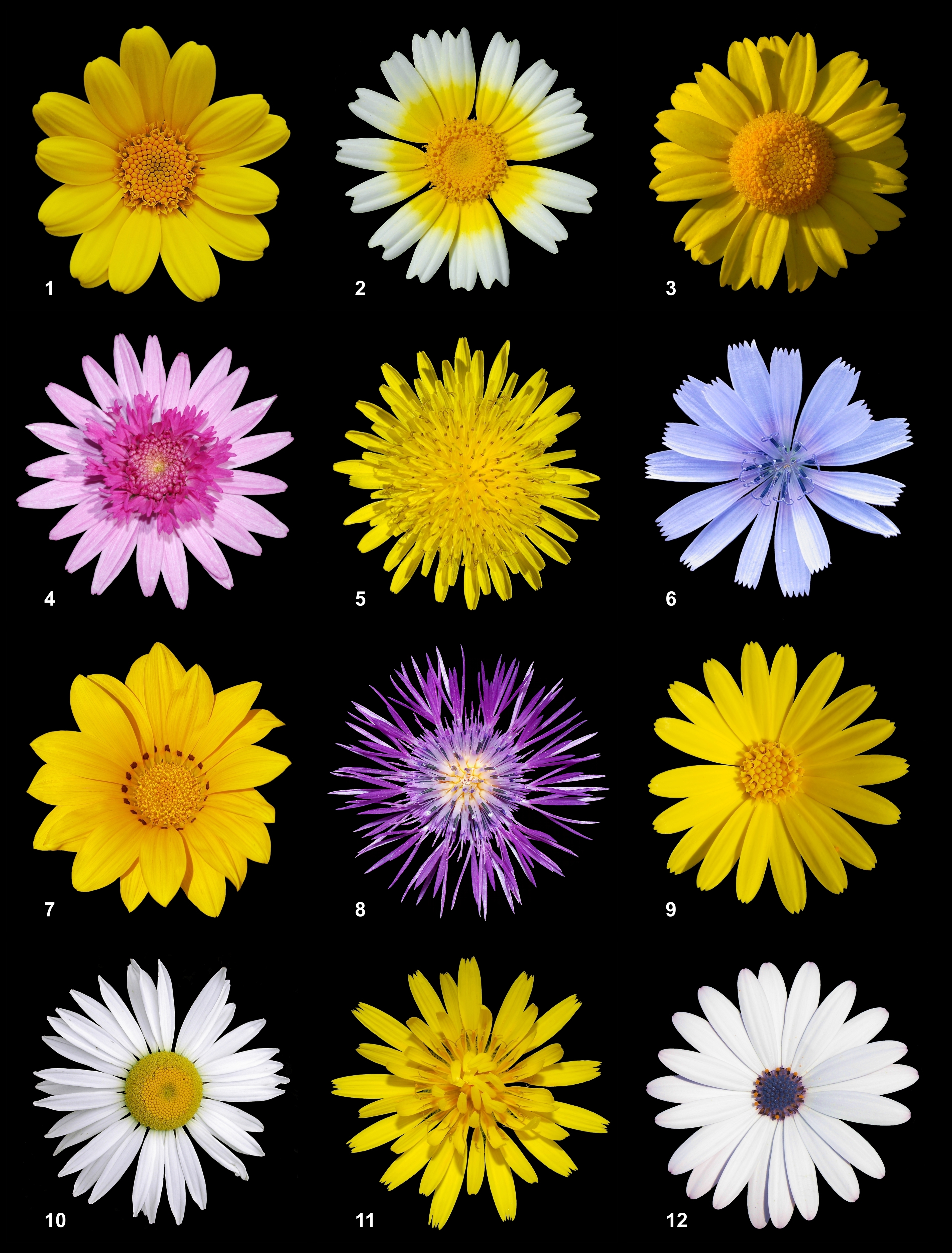
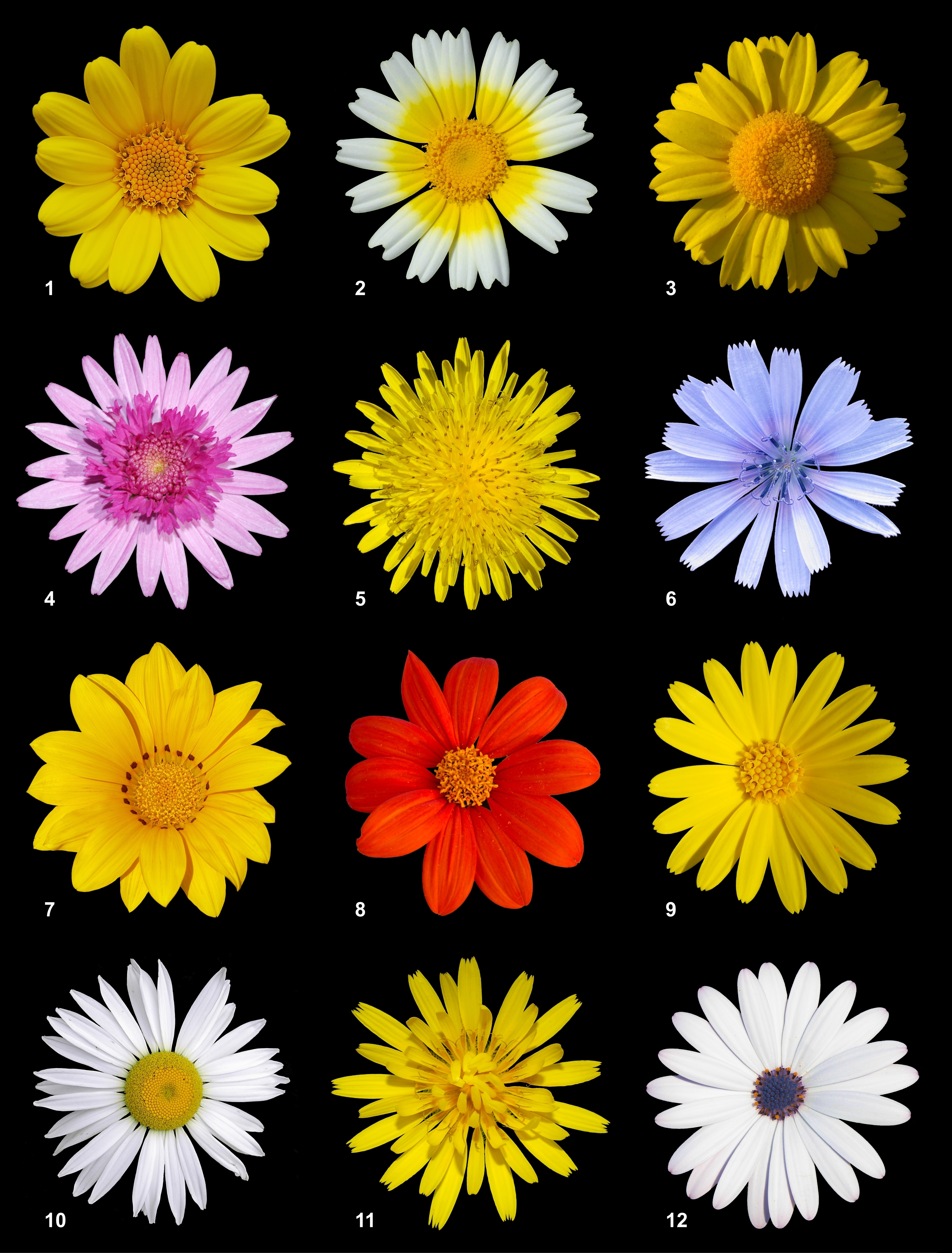
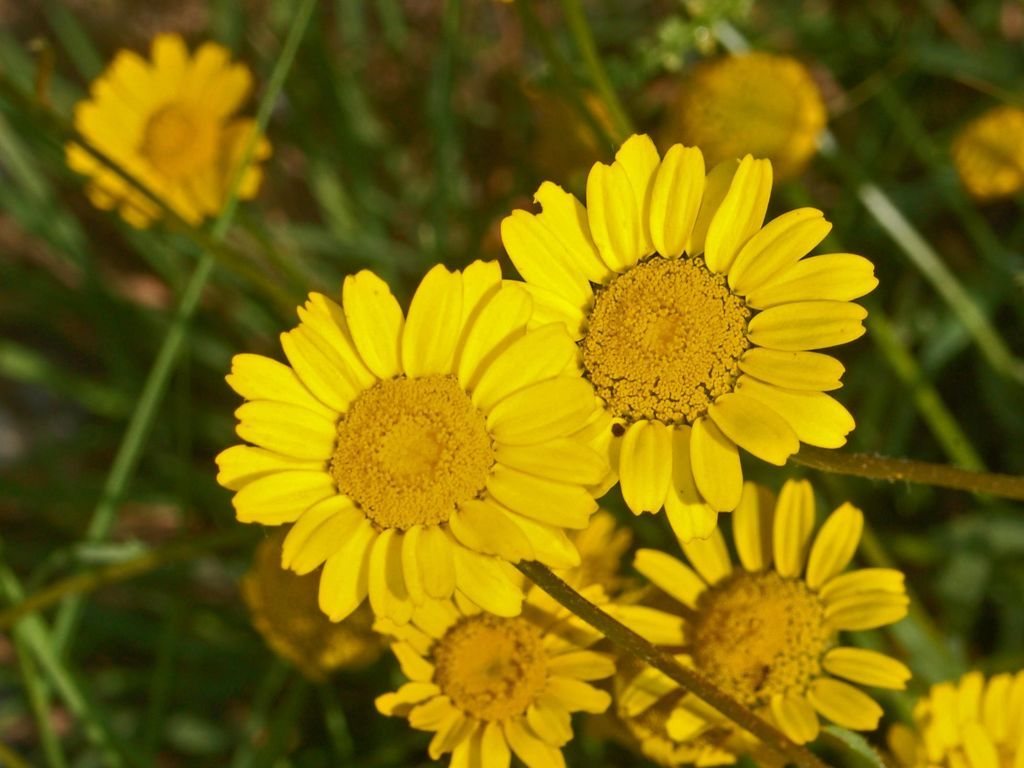
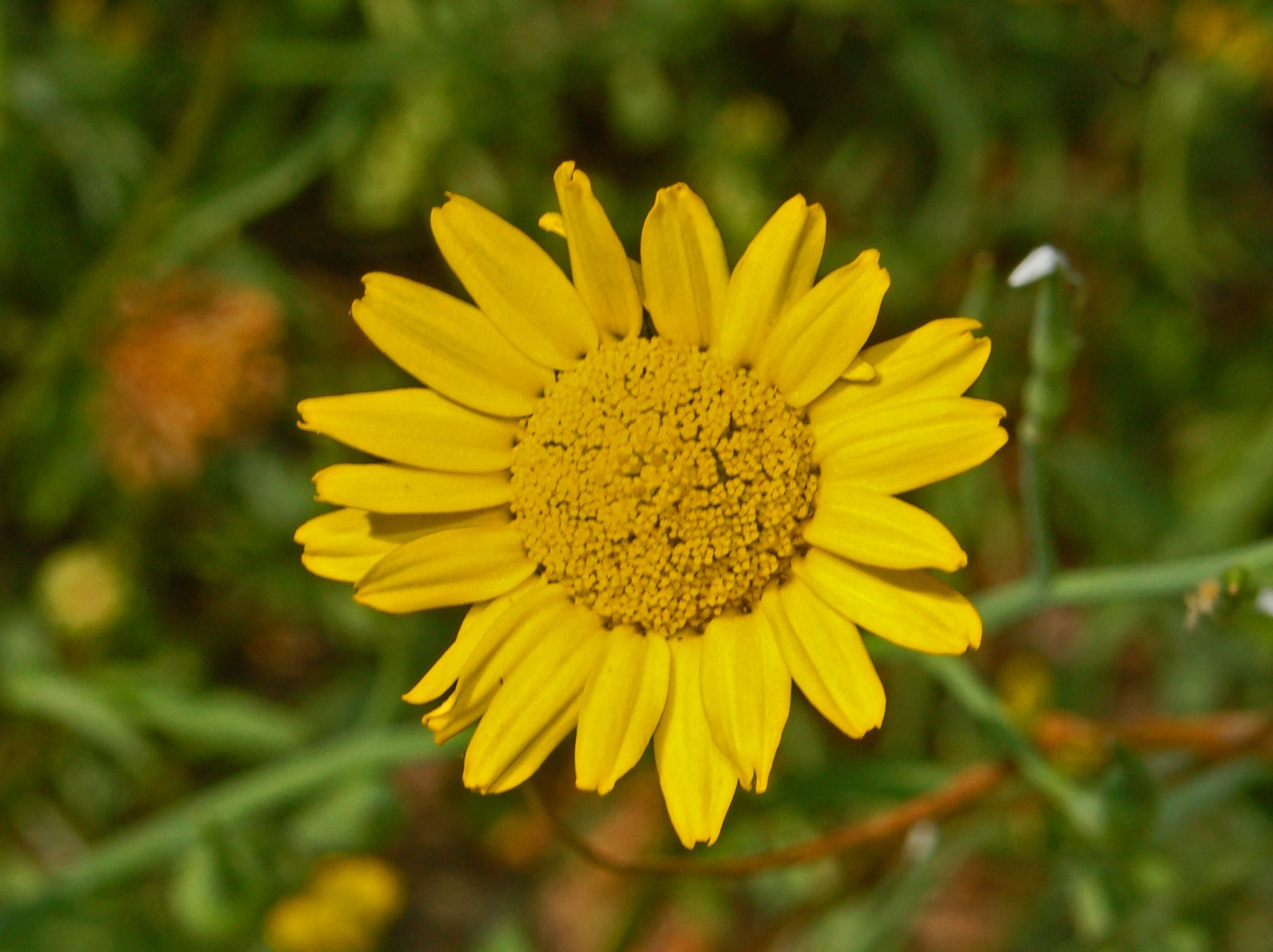
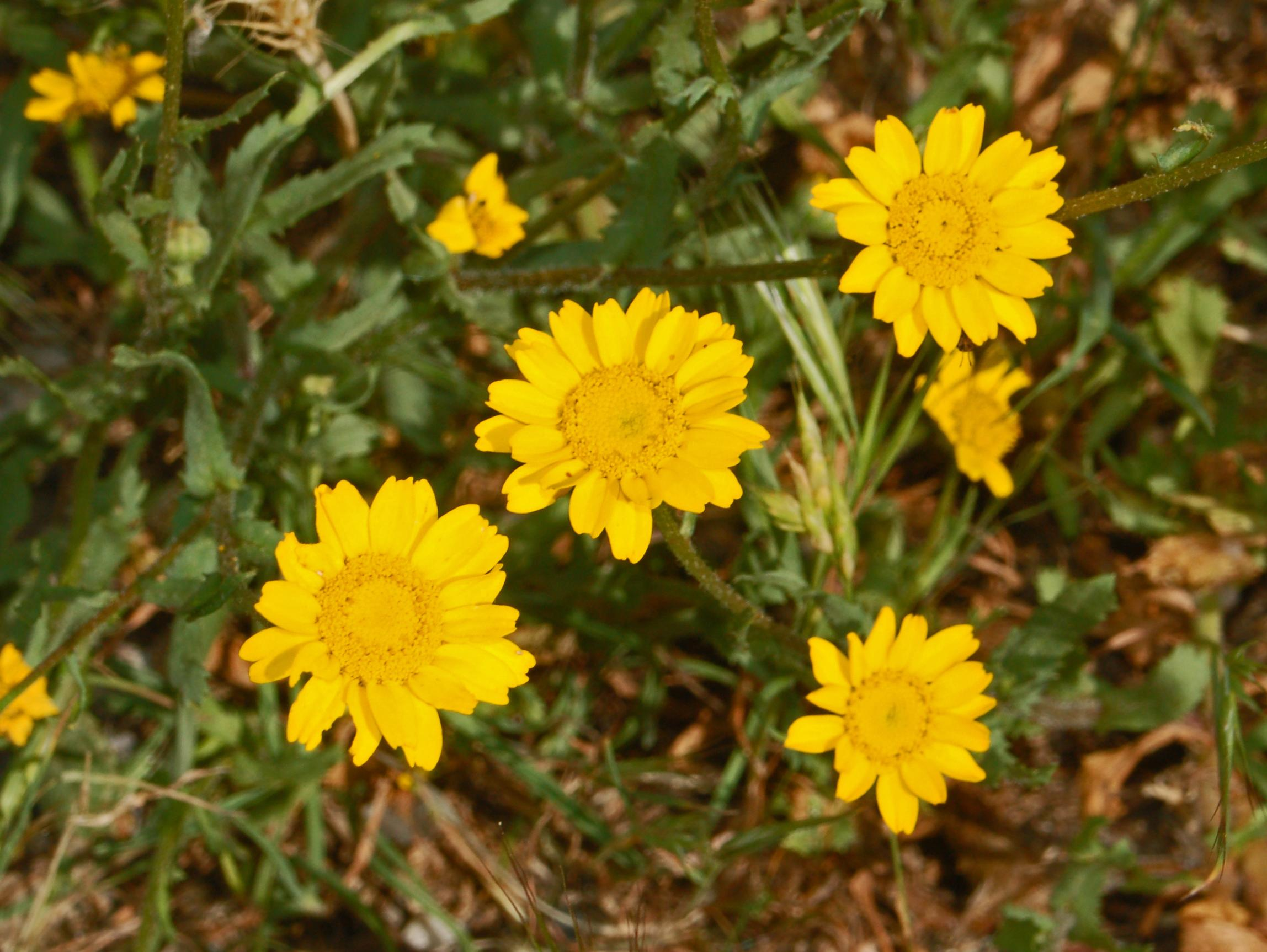
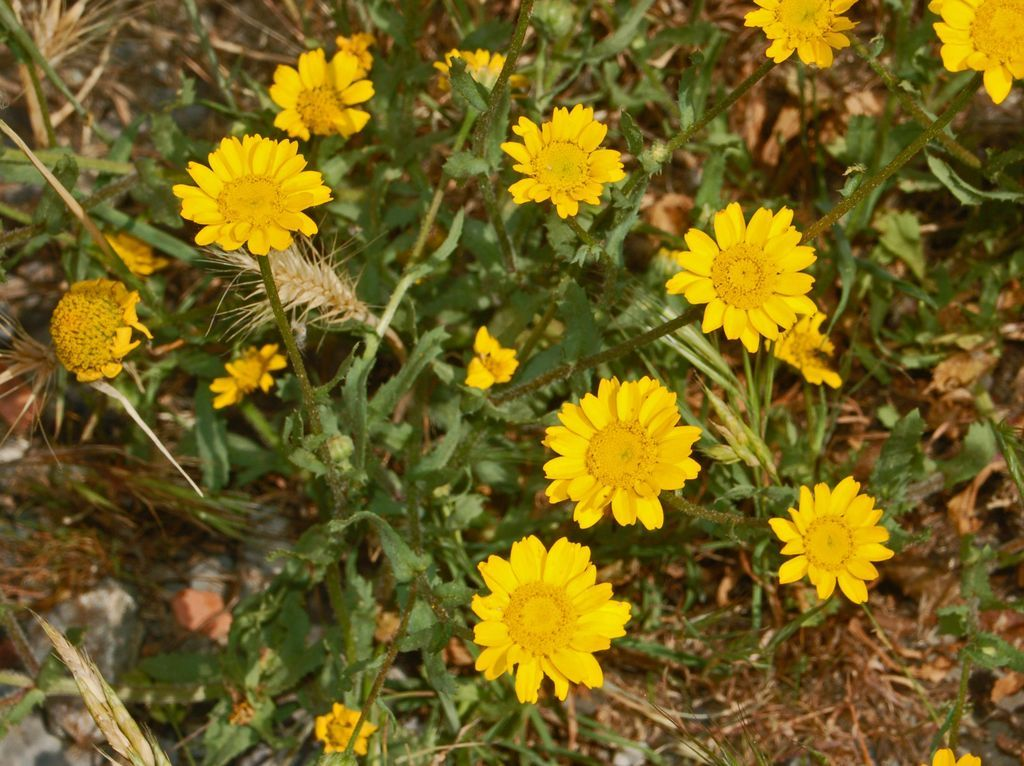

## KladogramenligtCatalogue of Life[2]
| Dvärgkragar | \| \| Coleostephus multicaulis \| \| \| \| \| \| Coleostephus myconis \| \| \| \| \| \| Coleostephus paludosus \| \| \| \| |
|             | \| \| Coleostephus multicaulis \| \| \| \| \| \| Coleostephus myconis \| \| \| \| \| \| Coleostephus paludosus \| \| \| \| |
|             | Coleostephus multicaulis                                                                                                   |
|             | |
|             | Coleostephus myconis |
|             | |
|             | Coleostephus paludosus |
|             | |

### Fotnoter
1. ↑  Sveriges lantbruksuniversitet 2012–. Coleostephus  Cass. – Dvärgkragesläktet från Svensk Kulturväxtdatabas (SKUD). Läst: 29 mars 2015
2. 1 2 3  Roskov Y., Kunze T., Orrell T., Abucay L., Paglinawan L., Culham A., Bailly N., Kirk P., Bourgoin T., Baillargeon G., Decock W., De Wever A., Didžiulis V. (ed) (25 februari 2014). ”Species 2000 & ITIS Catalogue of Life: 2014 Annual Checklist.”. Species 2000: Reading, UK. http://www.catalogueoflife.org/annual-checklist/2014/browse/tree/id/17157291. Läst 26 maj 2014.